# SO Emyrne
Stade Olympique de l’Emyrne w skrócie SO Emyrne – madagaskarski klub piłkarski z siedzibą w Antananarywie, występujący niegdyś w pierwszej lidze madagaskarskiej.
W 2001 roku klub został mistrzem tego kraju, a w 2003 wystąpił w finale piłkarskiego Pucharu Madagaskaru.
Do tej drużyny należy rekord pod względem najwyższej przegranej i straconych bramek w jednym meczu. Zawodnicy strzelali sobie gole w ramach protestu przeciwko stronniczemu według nich sędziemu. Mecz z klubem AS Adema zakończył się wynikiem 0:149.

## Sukcesy
- I liga[1]:
  - mistrzostwo (3):  2001.

- Puchar Madagaskaru[2]:
  - finał (1): 2003.

## Występy w afrykańskich pucharach
| Sezon | Rozgrywki     | Runda   | Kraj      | Klub                         | Dom | Wyjazd | Dwumecz      |
| ----- | ------------- | ------- | --------- | ---------------------------- | --- | ------ | ------------ |
| 2002  | Liga Mistrzów | wstępna | Mauritius | Olympique de Moka            | 2–0 | 2–1    | 4–1          |
| 2002  | Liga Mistrzów | 1       | Angola    | Atlético Petróleos de Luanda | 1–1 | –      | 1–1 (k. 3–1) |
| 2002  | Liga Mistrzów | 2       | Mozambik  | CD Costa do Sol              | 2–1 | 0–2    | 2–3          |

## Stadion
Domowe mecze klub rozgrywa na stadionie o nazwie Stade Olympique de l’Emyrne w Antananarywie.